# Dasypogon occlusus
Dasypogon occlusus är en tvåvingeart som beskrevs av Meijere 1906. Dasypogon occlusus ingår i släktet Dasypogon och familjen rovflugor. Inga underarter finns listade i Catalogue of Life.